# Bernard IV de Bade-Durlach
Bernard IV de Bade-Durlach (né en  1517 - mort le 20 janvier 1553 à Pforzheim) fut  margrave de Bade-Pforzheim du 26 septembre 1552 jusqu'à sa mort.

## Biographie
Bernard IV est le second des fils du margrave Ernest de Bade-Durlach et de sa première  épouse Élisabeth de Brandebourg-Ansbach-Culmbach. Comme son frère ainé Albert (mort en 1542), Bernard  est considéré comme menant une vie dissolue et il est décrit comme un personnage sauvage. En 1537, il s'oppose au projet de division des domaines de son père entre ses fils particulièrement à l'attribution de droits à son demi-frère Charles II, arguant que la seconde union de leur père est un mariage morganatique. Après la mort de son frère Albert en 1542, son père lui pardonne son opposition initiale et lui promet comme héritage le Bas Pays de Bade. En 1540 il acquiert la citoyenneté de Bâle mais il contracte également une dette envers la cité.
Il règne sur le bas Pays de Bade incluant les villes de Pforzheim et Durlach à partir du 26 septembre 1552 jusqu'à sa mort pendant que son demi-frère Charles II règne sur le Haut pays de Bade. Toutefois son règne n'occupe que quelques mois  et il meurt de manière inexpliquée le 20 janvier 1553. Il est inhumé dans l'église collégiale de Pforzheim.

## Sources
- Johann Christian Sachs: Einleitung in die Geschichte der Marggravschaft und des marggrävlichen altfürstlichen Hauses Baden, Karlsruhe, 1764–1770, vol. 4, p. 73 - 75
- Jiří Louda & Michael Maclagan, Les Dynasties d'Europe, Bordas, Paris 1981  (ISBN 2040128735) « Bade Aperçu général  », Tableau 106 & p. 210.